# Equipo Nacional de Vuelo Acrobático
El Equipo Nacional de Vuelo Acrobático (ENVA) (o Equipo Español de Vuelo Acrobático) es el equipo que representa a España en las competiciones internacionales de vuelo acrobático en la categoría de ilimitado.

## Selección de los componentes
Hasta 2010 los componentes del ENVA eran los mejores situados en el Campeonato de España de Vuelo Acrobático de la categoría de ilimitado. Desde 2011, la RFAE ha publicado una nueva normativa que puede consultarse aquí (enlace roto disponible en Internet Archive; véase el historial, la primera versión y la última).. Esto ha provocado críticas desde Cástor Fantoba,Anselmo Gámez y Juan Velarde, dado que su participación en campeonatos internacionales en el 2010 fue suspendida por la RFAE a pesar de haber conseguido un tercer puesto en la general por equipos, y en 2011 participaron como pilotos independientes en lugar de como miembros del ENVA de España.

## Componentes del ENVA
A continuación se detalla los componentes que han formado del equipo de ilimitado a lo largo de su historia y su posición en los campeonatos internacionales.Las puntuaciones de los tres mejores individuales son las que puntúan para el Equipo.
| Año  | Componentes                                                                                     | Posición Campeonato Mundial de Vuelo Acrobático              | Posición Campeonato de Europa de Vuelo Acrobático |
| ---- | ----------------------------------------------------------------------------------------------- | ------------------------------------------------------------ | ------------------------------------------------- |
| 2011 | Ramón Alonso, Jorge Macías                                                                      | No participaron el mínimo de pilotos (3) para poder puntuar. |                                                   |
| 2010 | Sin equipo reconocido por la RFAE                                                               | -                                                            | Sin representación                                |
| 2009 | Ramón Alonso, Anselmo Gámez, Cástor Fantoba, Jorge Macías, Juan Velarde,Sergio Pla              | 5ª                                                           | -                                                 |
| 2008 | Anselmo Gámez, Cástor Fantoba, Jorge Macías, Juan Socias, Juan Velarde                          | -                                                            | 3ª                                                |
| 2007 | Ramón Alonso, Anselmo Gámez, Cástor Fantoba, Jorge Macías,Sergio Pla, Juan Socias, Juan Velarde | 2ª                                                           | -                                                 |
| 2006 | Anselmo Gámez, Cástor Fantoba, Juan Socias, Juan Velarde                                        | -                                                            | 2ª                                                |
| 2005 | Alejandro Maclean, Ramón Alonso, Anselmo Gámez, Cástor Fantoba, Juan Socias, Juan Velarde       | 4ª                                                           | -                                                 |
| 2004 | Anselmo Gámez,Sergio Pla, Juan Socias, Juan Velarde                                             | -                                                            | 6ª                                                |
| 2003 | Ramón Alonso, Cástor Fantoba, Juan Socias                                                       | 6ª                                                           | -                                                 |
| 2002 | Ramón Alonso, Alex Maclean, Castor Fantoba, Sergio Pla, Juan Socias                             | -                                                            | 5ª                                                |
| 2001 | Ramón Alonso, Cástor Fantoba, Alex Maclean, Sergio Pla                                          | 4ª                                                           | -                                                 |
| 2000 | Ramón Alonso, Cástor Fantoba, Alex Maclean                                                      | 7ª                                                           | -                                                 |
| 1999 | Ramón Alonso, Cástor Fantoba, Alex Maclean                                                      | -                                                            | -                                                 |
| 1998 | Ramón Alonso                                                                                    |                                                              | -                                                 |
| 1997 | Ramón Alonso, Alex Maclean                                                                      | -                                                            | Sin puntuación                                    |
| 1996 | Ramón Alonso                                                                                    | Sin puntuación                                               | -                                                 |
| 1995 | Ramón Alonso                                                                                    | -                                                            | Sin puntuación                                    |
| 1994 | Ramón Alonso                                                                                    | Sin puntuación                                               | -                                                 |
| 1993 |                                                                                                 | -                                                            |                                                   |
| 1992 | Ramón Alonso                                                                                    | Competición no completada debido al tiempo                   | -                                                 |
| 1991 | Ramón Alonso                                                                                    | -                                                            |                                                   |
| 1990 | Ramón Alonso                                                                                    | Sin puntuación                                               | -                                                 |
| 1989 | Ramón Alonso                                                                                    | -                                                            | Sin puntuación                                    |
| 1988 | Antonio Alfaro, Ramón Alonso                                                                    |                                                              | -                                                 |
| 1987 | Fernando Adrados Razola,Carlos Valle Torralbo                                                   | -                                                            | 9ª                                                |
| 1986 | Antonio Alfaro, Ramón Alonso,Luis Cabre León,Carlos Valle Torralbo                              | No disputado                                                 | -                                                 |
| 1985 |                                                                                                 | -                                                            |                                                   |
| 1984 | Fernando Adrados Razola,Luis Cabre León,Carlos Valle Torralbo                                   |                                                              | -                                                 |
| 1983 |                                                                                                 | -                                                            |                                                   |
| 1982 | Fernando Adrados Razola,José Luis Balcells,Luis Cabre León,Carlos Valle Torralbo, Ciro Ucelay   |                                                              | -                                                 |
| 1981 |                                                                                                 | -                                                            |                                                   |
| 1980 | Sin representación                                                                              | -                                                            | -                                                 |
| 1979 |                                                                                                 | -                                                            |                                                   |
| 1978 | Sin representación                                                                              | -                                                            | -                                                 |
| 1977 |                                                                                                 | -                                                            |                                                   |

| Año  | Componentes | Posición Campeonato Mundial de Vuelo Acrobático |
| ---- | --- | --- |
| 1976 | Sin representación | - |
| 1974 | - | No disputado |
| 1972 | Carlos Alós Trepat, Tomas Castaño,Augustin Gil de Montes,Francisco Gómez Carretero | |
| 1970 | Carlos Alós Trepat,Augustin Gil de Montes, Francisco Gómez Carretero, Enrique Inclan | |
| 1968 | Francisco Gómez Carretero, Carlos Alós Trepat, José Luis Balcells, Jorge Amengual Mulet, Ignacio Quintana Arévalo, Manuel Ugarte | |
| 1966 | Tomas Castaño, Antonio Bartolomé Fernández de Gorostiza - Jefe de Equipo y sucesor de José Luis Aresti, Antonio Galbe Pueyo Segundo jefe de equipo, Augustin Gil de Montes, Víctor Navajo Lázaro, Ricardo Rubio Villamayor, José Pablo Guil Pijuan, Enrique Inclán Giraldo, Francisco Gómez Carretero, Ignacio Quintana Arévalo, Manuel Ugarte, Antonio Delicado Carrillo - Mecánico | Participaron en el Campeonato del Mundo en Moscú URSS 5 al 14 de agosto de 1966, Tomás Castaño 11.ª posición , Manuel de Ugarte 13.ª posición , Francisco Gómez Carretero 14.ª posición. Fotos del equipo en: http://hemeroteca.abc.es/nav/Navigate.exe/hemeroteca/madrid/blanco.y.negro/1966/08/06/028.html http://hemeroteca.abc.es/nav/Navigate.exe/hemeroteca/madrid/abc/1966/06/03/021.html |
| 1964 | Tomas Castaño, Ángel Negrón, Ignacio Quintana Arévalo, Manuel Ugarte | Participaron en el Campeonato del Mundo en Sondica - Bilbao. Tomás Castaño campeón del Mundo individual, España 3ª por equipos. |
| 1962 | Sin representación | - |
| 1960 | Sin representación | - |